# Elia Suleiman
Elia Suleiman (Arabisch: إيليا سليمان, Hebreeuws: אליה סולימאן) (Nazareth, 28 juli 1960) is een Palestijns-Israëlisch filmproducent, -regisseur, -acteur en scenarioschrijver. Hij is het bekendst om de film Divine Intervention (Arabisch: Yaddon Illaheyya) uit 2002, een moderne tragische komedie over het leven onder bezetting in de Palestijnse gebieden die de Grand Prix du Jury won op het Filmfestival van Cannes datzelfde jaar. In 2008 ontving Suleiman de Prins Claus Prijs van het Prins Claus Fonds.
Suleimans andere films omvatten Chronicles of a Disappearance (1996) and Cyber Palestine (2000).

## Filmografie
- It Must Be Heaven (2019)
- 7 días en La Habana
- The Time That Remains (2009)
- Yadon ilaheyya (2002)
- Cyber Palestine (1999)
- Chronicle of a Disappearance (1997)
- War and Peace in Vesoul (1997)
- Harb El Khalij... wa baad (1993)